# Acetato de ulipristal
El acetato de ulipristal (ellaOne, de la empresa farmacéutica HRA Pharma) es un modulador selectivo de los receptores de la progesterona (SPRM) utilizado como anticonceptivo femenino de emergencia eficaz durante cinco días (120 horas) después de haber
mantenido relaciones sexuales sin protección o haberse producido un fallo del anticonceptivo utilizado. Para evitar embarazos no deseados ellaOne es una alternativa eficaz a otros anticonceptivos de emergencia ya que se pueden utilizar hasta 5 días después de relaciones sexuales sin protección, mejorando los resultados del anticonceptivo de emergencia con levonorgestrel en los 3 primeros días y continuando su eficacia 2 días más. Se le concedió la autorización de comercialización por la Agencia Europea de Medicamentos-(EMEA) en marzo de 2009. El acetato de ulipristal se le conoce píldora de los cinco días después y pasa a formar parte del grupo de medicamentos denominado píldora del día después.
También se utiliza para reducir los miomas uterinos bajo la denominación Esmya.

## Farmacocinética
En estudios con animales, el fármaco mostró una rápida y casi completa absorción en el intestino. La ingesta de alimento retrasa la absorción, pero se desconoce si este retraso es clínicamente relevante.
El acetato de ulipristal se metaboliza en el hígado, lo más probable por el CYP3A4, y, en menor medida por CYP1A2 y CYP2D6. Los dos principales metabolitos que se ha demostrado que son farmacológicamente activos, pero en menor medida que el medicamento original. La vía principal de excreción es a través de las heces.

## Farmacodinámica
Como modulador selectivo de los receptores de la progesterona (SPRM), el acetato de ulipristal ocupa los receptores a los que normalmente se une la progesterona, impidiendo así que la hormona ejerza su efecto. Al actuar sobre los receptores de la progesterona afecta a la ovulación y previene así el embarazo, además de producir cambios en el endometrio de forma que, en el caso de que se haya producido una fecundación, impida la eventual anidación del embrión. De este modo, tendría un efecto antiimplantatorio o abortivo.

## Contraindicaciones
El acetato de ulipristal no debe ser tomado por mujeres con enfermedades graves de hígado
 a causa de su metabolismo mediado por CYP. No ha sido estudiado en mujeres menores de 18 años.
- Embarazo

A diferencia de levonorgestrel, y como la mifepristona, el acetato de ulipristal es embriotóxica. Antes de tomar este medicamento el embarazo debe ser excluido. La EMEA ha indicado que se evite cualquier mención de su posible uso como abortivo en el prospecto que acompaña al medicamento para evitar cualquier uso como indicación no aprobada (Off-label use).
- Lactancia

No se recomienda amamantar durante las 36 horas posteriores a la toma del fármaco ya que no se sabe si el acetato de ulipristal o sus metabolitos se excretan en la leche materna

## Efectos adversos
Los efectos adversos comunes incluyen dolor abdominal, alteraciones menstruales, náuseas y dolor de cabeza.

## Interacciones
No se han realizado estudios sobre las interacciones. El acetato de ulipristal es probable que interactúe con sustratos de CYP3A4, pero esto podría no ser clínicamente relevante ya que se toma una sola dosis del medicamento. También podría interactuar con levonorgestrel y otros sustratos de receptores de progesterona, así como con glucocorticoides.

## Comercialización
La Comisión Europea emitió una autorización de comercialización válida en toda la Unión Europea
para el medicamento Ellaone al Laboratoire HRA Pharma el 15 de mayo de 2009, y en 2012 para el medicamento Esmya contra los miomas uterinos.

## Comparación, valoración y eficacia
- EllaOne

El Acetato de ulipristal o píldora de los cinco días después (marca ellaOne), es considerada por el chileno Horacio B. Croxatto -experto en anticoncepción de emergencia y creador del implante subcutáneo-, el anticonceptivo de urgencia no hormonal más eficaz para la mujer, es cinco veces más potente que el levonorgestrel en la inhibición o retraso de la ovulación. Además, y en comparación con el levonorgestrel es el triple de eficaz si se administra en las primeras 24 horas, y el doble si se suministra en las primeras 72 horas después de la relación sexual sin protección o haberse producido un fallo en el método anticonceptivo utilizado.
El experto en anticoncepción de emergencia James Trussell, en su informe (en inglés) de 2010: Anticoncepción de emergencia: la última oportunidad para prevenir embarazos no deseados Archivado el 23 de septiembre de 2010 en Wayback Machine. señala que el acetato de ulipristal es altamente efectivo y bien tolerado.
- Esmya

El mecanismo de acción de esta molécula en miomas uterinos aún no está bien dilucidado. Al igual que los otros SPRM, modula la acción de la progesterona, siendo esencialmente antagónica en pruebas funcionales, gracias a su capacidad de reclutar represores transcripcionales. Sin embargo, su acción específica del acetato de ulipristal en los miomas sigue siendo poco conocida. In vivo, el acetato de ulipristal reduce la proliferación de las células tumorales, induce su muerte por apoptosis y reduce la fibrosis presente en estos tumores, probablemente bajo la acción de las metaloproteinasas de la matriz.